# Мацкуляк, Иван Дмитриевич
Ива́н Дми́триевич Мацкуля́к (род. 21 мая 1948) — советский и российский политэконом, специалист в области экономической теории, финансов и агропромышленного труда, доктор экономических наук, профессор, заслуженный деятель науки Российской Федерации

## Биография
Родился в крестьянской семье в селе Юрковцы на Северной Буковине в 1948 г. Там же окончил среднюю общеобразовательную школу.
В 1971 г. окончил в Киеве экономический факультет Украинской сельскохозяйственной академии.
До 1976 г. трудился в родном крае на различных участках — от разнорабочего, грузчика, плотника до бухгалтера, главного экономиста крупного колхоза и одного из лидеров районной, а затем и областной молодежной организации.
1973—1974 гг. — служба в рядах Советской Армии в Волгограде, Черусти Московской и Рени Одесской областей)
1976—1979 гг. — аспирант Высшей комсомольской школы (ВКШ) по кафедре политической экономии.
1981—1986 гг. — ответорганизатор Сектора подготовки и переподготовки кадров Отдела комсомольских органов ЦК ВЛКСМ.
1986—2011 гг. — старший, ведущий, главный научный сотрудник, профессор, зав. кафедрой финансов и отраслевой экономики, проректор по учебно-методической работе РАГС; (11 лет возглавлял кафедру экономической теории МГУПП по совместительству).
2011—н/в — профессор кафедры (политической экономии, экономической теории, экономической политики и экономических измерений)  Государственного университета управления (ГУУ).

## Семья
Супруга — Эмилия Юлиановна Мацкуляк (род. 1952) 

Дети: Дмитрий (род. 1975) и Зоряна (род. 1978)

## Научная деятельность
Автор и соавтор более 310 работ объёмом свыше 650 п. л., включая 65 книг и брошюр, из них 17 монографий.
В 1990 г. защитил докторскую диссертацию по теме «Социально-экономический механизм развития труда в условиях агропромышленной интеграции».
Персональный вклад в экономическую науку:
1). Развил оригинальную теорию объективной необходимости приспособления экономических отношений к перемене труда, перемене производства и перемене экономики.
2). Создал теоретические основы и прикладные методы модернизации общественного устройства труда, обуславливающего замену устаревших средств производства новыми, и формирование многостороннего работника.
3). Сформулировал лично идею перехода СССР к многообразию форм хозяйствования, подготовки руководителей предприятий как организаторов их деятельности, коллективных и частных собственников, предпринимателей и хозяев (обосновал её в соавторстве).
4). Разработал эффективные антиинфляционные меры, реализация которых в России положительно сказалась на экономических результатах народно-хозяйственного комплекса.
5).  Предложил эффективные антикризисные инновационные кластеры, объединяющие специальные институты - экономически сильные бизнес-структуры и организации-банкроты, совместно работающие по единому стратегическому плану. 
Внес существенный вклад в развитие экономико-финансового образования в России: автор и соавтор 17 учебников и учебных пособий для вузов (в том числе два с грифом Минобразования РФ).
Консультировал 20 докторантов, руководил подготовкой 50 кандидатских диссертаций. Всего под его патронажем успешно защищено 70 диссертационных работ. В результате сложилась его научная школа по вопросам реформирования финансовых, агропромышленных и трудовых отношений. Представили более двух десятков аналитических предложений в адрес Президента, Председателя Правительства РФ и другие органы государственной власти страны. 
Эксперт РАН.
Многие годы был председателем диссертационных советов Д 502.006.05; Д 151.04.25; К 502.006.02; К 151.04.18 по экономическим наукам в Российской академии государственной службы при Президенте РФ; членом диссертационных советов – Д 212.049.15 в  Государственном университете управления (ГУУ).; Д 212.196.02 РЭУ им. Г. В. Плеханова; Д 001.012.01 во ВНИИ труда Минтруда РФ; Д 224.001.01 во Всероссийском центре уровня жизни; К 521.004.02 в Московской гуманитарно-социальной академии; К 150.01.03 в Институте молодежи.
Последние полтора десятилетия — президент некоммерческого фонда содействия развитию экономической науки и образования «Экономика».
С 2009 по 2018 гг. являлся главным редактором всероссийского научно-аналитического журнала «Финансовая экономика».
Избран действительным членом Международной академии информатизации, действительным членом Академии труда и занятости, действительным членом Межрегиональной академии агроземельного менеджмента и крестьянской политики, членом Национальной ассоциации специалистов в сфере труда и социальной политики (НАСТИС).
Продолжает выполнять функции члена редакционных коллегий журналов «Уровень жизни в регионах России», «Научное обозрение. Серия 1. Экономика и право», «Сегодня и завтра российской экономики», «Актуальные проблемы социально-экономического развития России», «Дизайн и технологии».

## Награды и премии
- Орден Почёта (01 декабря 2008) — за достигнутые трудовые успехи и многолетнюю плодотворную работу[6]
- Заслуженный деятель науки Российской Федерации (17 июля 2001)[7]
- Медаль «В память 850-летия Москвы» (26 февраля 1997)[8]
- Юбилейная медаль «50 лет Московскому Городскому Профсоюзу Работников Культуры». Награжден 12.03.2008 г решением Президиума МГК профсоюза работников культуры
- Серебряная медаль «За особые успехи в учении» по окончании Юрковецкой средней общеобразовательной школы Черновицкой области Украины (июнь 1965).